# گربه خال‌زنگاری
گربه خال‌زنگاری (نام علمی: Prionailurus rubiginosus) نام یک گونه از سرده پلنگ‌گربه‌های آسیایی است.